# Противосумеречные лучи

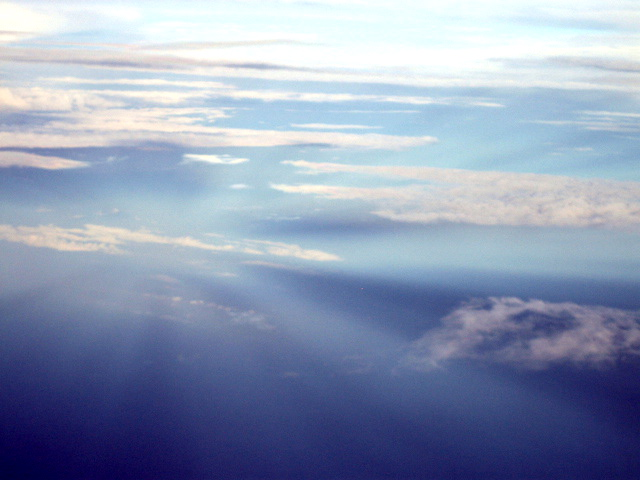
Противосумеречные лучи, сходящиеся к противосолнечной точке. Фотография сделана с борта самолёта над Тихим океаном.

Противосу́меречные лучи́ (англ. anticrepuscular rays) — атмосферное оптическое явление, расходящиеся веером лучи, наблюдающиеся на закате дня со стороны, противоположной Солнцу (то есть, на востоке). Противосумеречные лучи по своей природе и визуально очень подобны сумеречным лучам (англ. crepuscular rays), но в отличие от них видны со стороны, противоположной Солнцу.

## Описание
Солнечные лучи распространяются по прямым линиям, однако вследствие проекций этих линий на сферической атмосфере Земли создаются дуги. Следовательно, прямолинейные сумеречные лучи, исходящие от Солнца, могут повторно сходиться в «противосолнечной» точке.

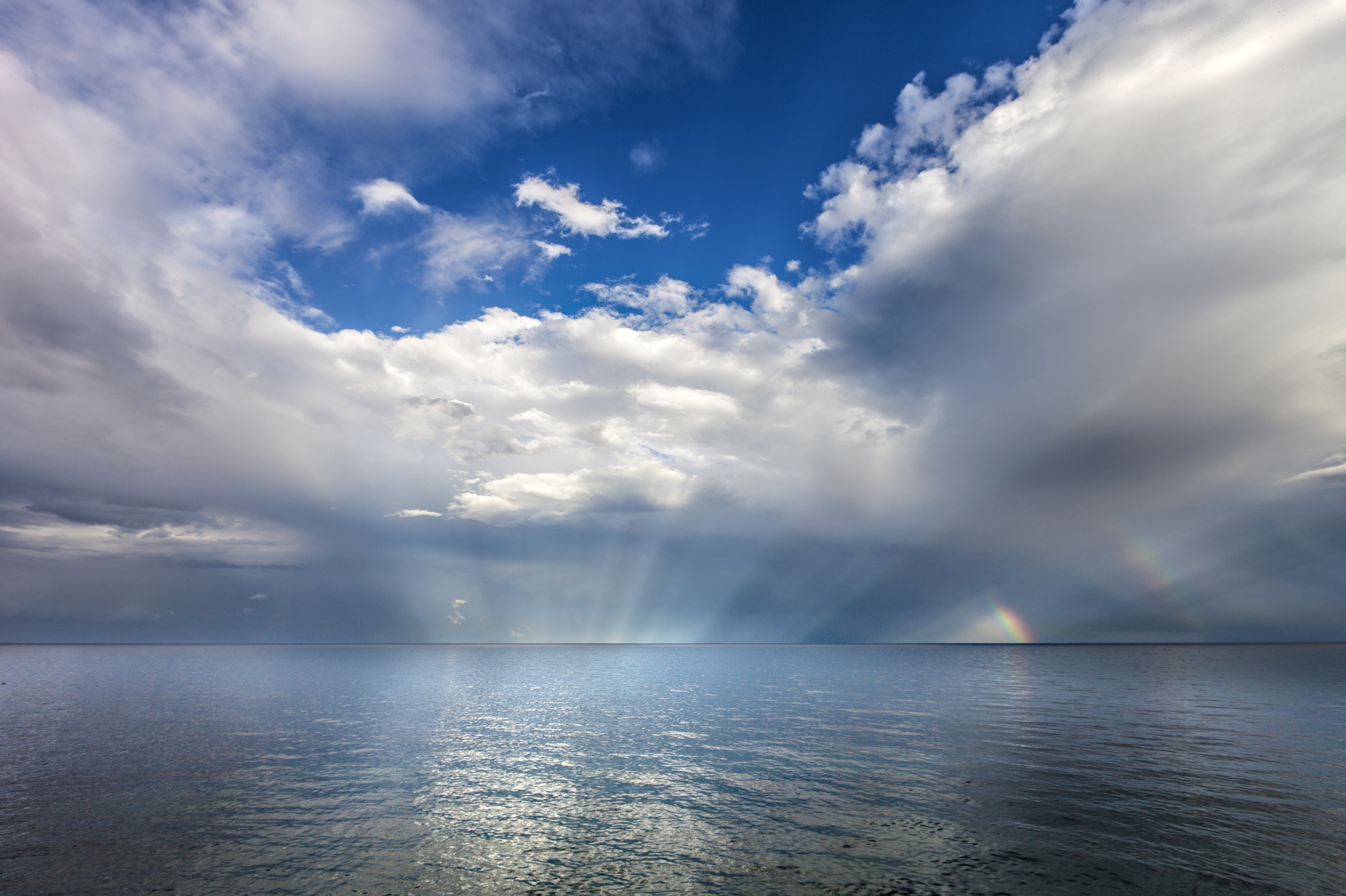
Противосумеречные лучи и двойная радуга на северном берегу оз. Онтарио на закате.

Противосумеречные лучи наиболее хорошо видны в моменты восхода и заката Солнца. Противосумеречные лучи намного менее ярки, чем сумеречные лучи. Это объясняется тем, что для сумеречных лучей, обозреваемых на той стороне неба, где присутствует Солнце, атмосферное свечение рассеивается и делает лучи видимыми под малыми углами (см. рассеяние Ми).
Хотя кажется, будто противосумеречные лучи сходятся на точке позади Солнца, эта конвергенция (схождение) является иллюзией. На самом деле солнечные лучи возле Земли параллельны друг другу и явление их веерного расхождения обусловлено перспективой. Со стороны Солнца это кажется естественным, так как визуально лучи как бы исходят от Солнца, а вот с противоположной стороны, хотя суть явления остаётся той же самой, явление выглядит парадоксальным. Аналогичный эффект наблюдается при взгляде вдоль железнодорожных рельсов, если наблюдатель расположен по центру между ними — визуально они сходятся.